# Teste de segurança
Conhecido como Security Testing, permite avaliar as vulnerabilidades em aplicações serviços frente a diferentes tipos de ataques de segurança – como Ataques de negação de serviço ou Ataque man-in-the-middle – e descobrir novas vulnerabilidades antes que sejam exploradas por atacantes.
A validação de segurança pode ser realizada em duas fases, a fase estática e a fase dinâmica:
- A primeira tenta localizar falhas inseridas durante o desenvolvimento do projeto, como um estado não-alcançavel ou possíveis erros humanos introduzidos no código. Nesse caso são utilizados métodos de análise estática (ex.: inspeção de código, analisadores de vulnerabilidade estáticos), ou prova de teorema, os quais não necessitam executar o sistema.
- A segunda se foca na verificação da implementação durante sua execução, i.e, verificar o sistema exercitando seu código, onde entradas reais são fornecidas para verificar os mecanismos de segurança.